# Михай Храбрый
Миха́й Хра́брый (Михаил Храбрый, Михаил воевода, Михай-ага; рум. Михай Витязул, Mihai Viteazul, венг. Vitéz Mihály; 1558 — 9 августа 1601, Кымпия-Турзи) — господарь Валахии (1593—1601), Трансильвании (1599—1600) и Молдовы (1600), представитель династии Басарабов, на короткое время объединивший под своей властью все три дунайских княжества.

## Политическая биография

### Начало правления

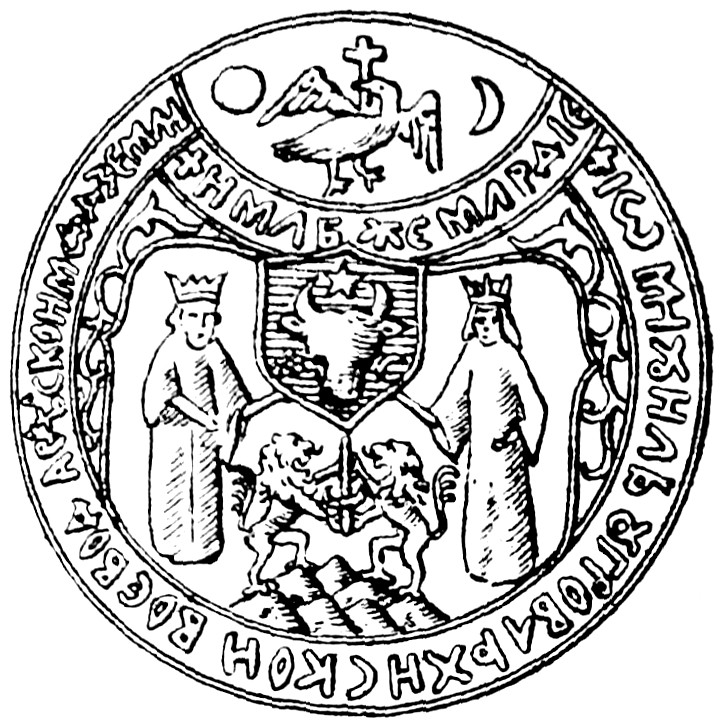
Фамильный герб Михая Храброго

В 1593 г. был признан турецким султаном Мурадом III господарем Валахии. В 1594 г., во время австро-турецкой войны, 22-летний князь Трансильвании Жигмонд Батори начал переговоры с Михаем Храбрым и с молдавским господарем Ароном Тираном. Все три княжества (Трансильвания, Валахия и Молдова) находились в зависимости от турок, но собирались перейти на сторону Габсбургов. В 1595 году Жигмонд пригласил Михая и Арона в Алба-Юлию для заключения договора: согласно его плану, оба они должны были стать его вассалами (после чего им была бы обещана военная помощь в борьбе против турок).
Арон отказался ехать и поплатился за это: очень скоро он был свергнут своим гетманом Стефаном Разваном, занявшим его место. Михай же прислал посольство, члены которого подписали договор 20 мая 1595. Чуть позже, 3 июня 1595 г., договор подписали послы нового господаря Молдовы Стефана VIII Развана. Михай Храбрый впоследствии утверждал, что его послы превысили свои полномочия.

### Социальная политика
В 1595 г. Михай Храбрый издал декрет, устанавливавший, что «всякий крепостной, где бы он ни был обнаружен, остаётся навеки крепостным там, где он находится» .

### Освобождение Валахии

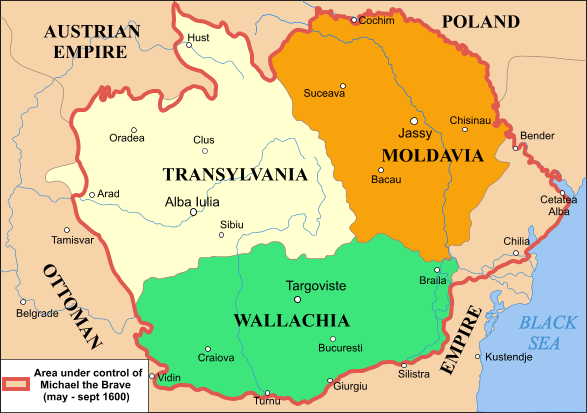
Три княжества и территории, объединённые при Михае.

21 августа 1595 года огромная (предположительно — стотысячная) турецкая армия, которой командовал сам великий визирь, форсировала Дунай и двинулась на Бухарест. 23 августа 1595 года Михай Храбрый, командовавший очень небольшими силами, преградил путь туркам у деревни Кэлугэрени, между Джурджу и Бухарестом. Благодаря мужеству войск Михая и его полководческому таланту в битве при Кэлугэрени одержана была важная тактическая победа, укрепившая дух валахов. Однако турецкое войско, хотя и понесло тяжелые потери, уничтожено не было и оставалось грозной силой. Михай отступил к северу, оставив Бухарест, который без боя был занят турками. Удовлетворившись этим успехом, турки, не считавшие Валахию главным театром военной кампании, продолжили поход и вскоре прочно завязли в борьбе с Габсбургами на территории Венгрии. Дождавшись этого момента, Михай Храбрый, объединившись с трансильванским войском под командованием Иштвана Бочкаи, взял Тырговиште, Бухарест и Брэилу. На некоторое время вся Валахия оказалась освобождённой от турок.

### Присоединение Трансильвании

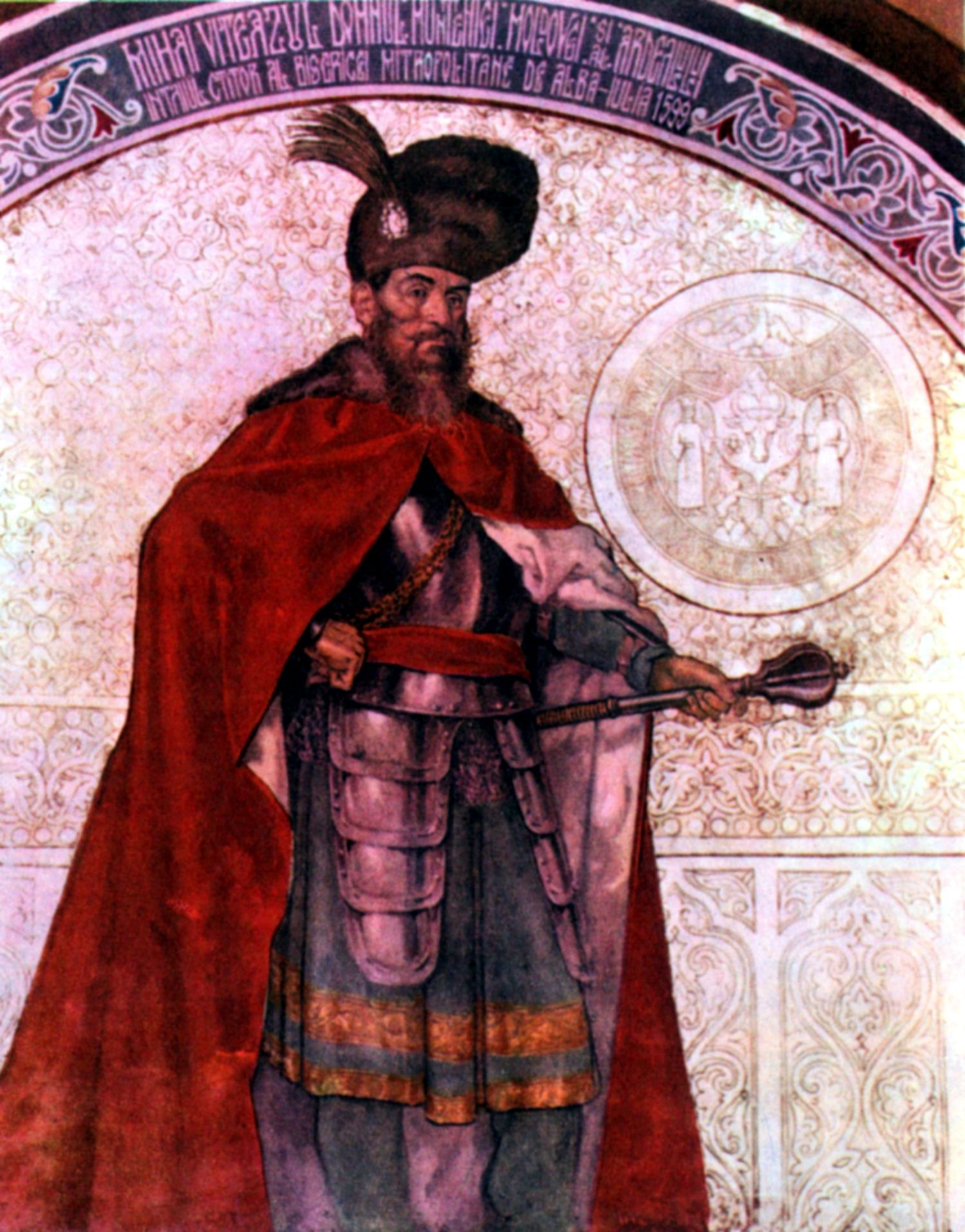
Михай Храбрый, господарь Валахии, Трансильвании и всей Молдавской земли (Domn al Ţării Românești, al Ardealului și a toată Țara Moldovei).

В то время как положение Михая Храброго укрепилось, его формальный сюзерен Жигмонд Батори, зажатый между турками и империей Габсбургов, пал духом и 23 декабря 1597 года заключил позорный договор с императором Рудольфом II. Жигмонт обменял Трансильванию на Опольское княжество (герцогство) в Силезии, титул князя Священной Римской империи и ежегодную пенсию в 50 тысяч талеров. 10 апреля 1598 года Жигмонд передал власть представителям императора. Однако Рудольф II не спешил с компенсацией. Обманутый Жигмонд 20 августа 1598 г. тайно вернулся в своё княжество и изгнал представителей Габсбургов, а затем успешно отразил вторжение турок. 29 марта 1599 г. Жигмонд передал власть над Трансильванией своему двоюродному брату Андрашу (сыну Андраша VII), венгерскому кардиналу, князю-епископу Вармии и гранд-мастеру Ордена Дракона. Такая перемена власти в Трансильвании была благосклонно принята Османской империей и Речью Посполитой, но вызвала недовольство в стане антитурецкой коалиции. Итогом было вторжение в Трансильванию объединённых войск Габсбургов и Михая Храброго. Под командованием имперского генерала Джорджо Баста эти войска одержали победу над армией Андраша (28 октября 1599 г.). Сам Андраш был убит во время отступления (3 ноября 1599 г.). Князем Трансильвании стал Михай Храбрый.

### Присоединение Молдовы
Политика молдавского господаря Стефана Развана, признавшего себя вассалом Жигмонда Батори, вызвала конфликт с Речью Посполитой. В августе 1595 г. поляки вступили в Молдову, изгнали Развана и посадили на престол Иеремию Могилу. 27 августа 1595 г. новый господарь подписал договор, в котором признал свою вассальную зависимость от Речи Посполитой и обязался платить дань. В Хотине и Сучаве остались польские гарнизоны. Могила обязался также уплачивать дань крымскому хану и турецкому султану. Понятно, что бремя выплат лежало на простом народе, и господарь был крайне непопулярен.
В мае 1600 г. Михай Храбрый, к тому времени уже прославленный победами правитель двух княжеств, Валахии и Трансильвании, с 17-тысячным войском выступил против Иеремии Могилы, на стороне которого было 15 тысяч молдавских солдат и 3 тысячи поляков. При сближении с валашскими войсками молдаване подняли восстание, и до сражения дело не дошло. Бежавший Иеремия Могила укрылся в Хотинской крепости.
Теперь под властью Михая Храброго оказались все три Дунайских княжества. Он стал именоваться «господарем Валахии, Трансильвании и всей Молдавской земли».

### Крушение планов и гибель

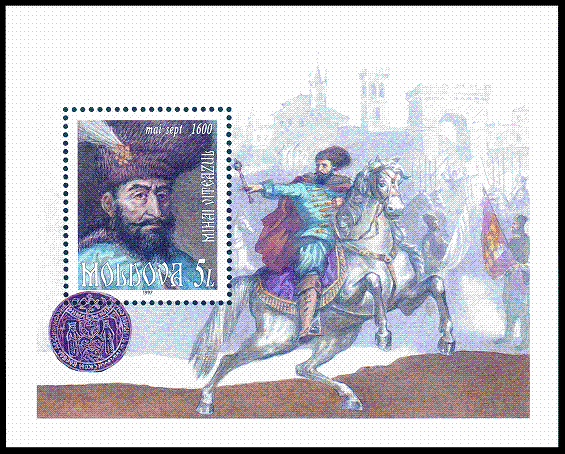
Почтовая марка Молдовы, 1997 год

Быстрым успехам Михая Храброго в объединении страны был нанесён сокрушительный удар Речью Посполитой уже через несколько месяцев после присоединения Молдовы. Крушению его планов способствовало то, что он не нашёл поддержки среди молдавских и трансильванских феодалов, опасавшихся, что объединение под главенством Валахии приведёт к усилению власти валашского боярства и к умалению их собственного влияния. Он также не мог рассчитывать на поддержку Габсбургов, которые сами претендовали на включение в своё государство Трансильвании, Валахии и Молдавии. Всё это имело печальные последствия для Михаила Храброго. Магнаты Трансильвании, в сговоре с которыми находилось и молдавское боярство, двинули своё войско на Валахию и 18 сентября 1600 одержали победу в сражении с войском Михаила Храброго при Мирэслэу.
В сентябре 1600 г. в Молдову вошли значительные польские силы под командованием коронного гетмана Яна Замойского. Отряды, оставленные Михаем, были разбиты, а Иеремия Могила снова был провозглашён господарём. Поляки на этом не остановились и вскоре изгнали Михая из Валахии, править которой в октябре 1600 посадили Симеона Могилу — родного брата Иеремии (правил до 3 июля 1601 г.).
В Трансильвании власть Михая Храброго с самого начала была очень непрочной. Местные феодалы опасались, что дело идёт к засилью выходцев из Валахии и к уменьшению их собственного влияния. Устроив переворот, трансильванская знать выгнала представителей Михая Храброго и 4 февраля 1601 года вновь избрала своим князем Жигмонда Батори, который к этому времени собирал новое войско под Коложваром.
Потеряв всё, Михай отправился в Вену и Прагу просить помощи у императора Рудольфа. Получив корпус имперских войск во главе с генералом Джорджио Баста, Михай вернулся к власти в Валахии, а затем выступил против венгерской армии Жигмонда Батори и разбил её в битве при Гуруслэу 3 августа 1601 г. Однако закрепление Михая Храброго в Трансильвании не входило в планы императора. Генерал Джорджио Баста организовал заговор, в результате которого Михай Храбрый был убит недалеко от Турды 9 августа 1601 года.
Правителем Валахии с августа 1601 г, после гибели Михая Храброго, во второй раз стал Симион Могила.

## В искусстве
- В 1968 году перед княжеским дворцом в Алба-Юлии установлена конная статуя Михая Храброго скульптора Оскара Гана.
- В 1971 году вышел фильм Серджиу Николаеску «Михай Храбрый»